# Мероним и холоним
Меро́ним (др.-греч. μέρος = «часть» и ὄνομα = «имя») — понятие, которое является составной частью другого. Мероним по-другому ещё называют партонимом (лат. pars, р. п. — partis = «часть»).
Холо́ним (др.-греч. ὅλος = «целое» + ὄνομα = «имя») — понятие, которое является целым над другим понятием или их множеством (то есть другое понятие предстаёт в качестве составной части первого).
Меронимия и холонимия как семантические отношения являются взаимно обратными друг другу. Например, термины двигатель, колесо и капот представляют собой меронимы по отношению к термину автомобиль. В свою очередь, термин автомобиль выступает холонимом по отношению к терминам двигатель, колесо и капот.
Мерономия — это классификация явлений, основанная на отношениях меронимии и холонимии. Мерономию следует отличать от таксономии — классификации, основанной на «похожести».
При записи в тезаурусе или семантической сети меронимы (партонимы) обычно обозначаются отношением «Part-Of» или «APO» (A-Part-Of), а холонимы — отношением «HAS-A».